# Ildefonso Aroztegui
Ildefonso Aroztegui Aroztegui (Melo, 19 de julio de 1916-Montevideo, 10 de noviembre de 1988) fue un arquitecto uruguayo.

## Biografía
Estudia en la Facultad de Arquitectura (UdelaR) en la década de 1930, integrando la generación de Raúl Sichero, Luis García Pardo, Mario Payssé Reyes y otros arquitectos uruguayos que se destacaron por la introducción de las premisas formales y espaciales de la arquitectura moderna internacional
Fue discípulo de Julio Vilamajó e integró la última generación de arquitectos formados por el profesor francés Mr. J. P. Carré.
Se graduó en 1940 y al año siguiente ganó el concurso para el Gran Premio de la Facultad de Arquitectura, destinado a los recién egresados, y accedió entonces a una beca de estudio que usufructuó en Estados Unidos entre 1942 y 1945. Allí se graduó como Master of Science en la Universidad de Illinois, ejerció la docencia en diseño, trabajó en un estudio de arquitectos y ganó varios concursos de arquitectura, lo que le valió integrar el selecto grupo de arquitectos modernos uruguayos que alcanzaron proyección internacional.
También ejerció la docencia en Porto Alegre y en la Facultad de Arquitectura de Uruguay (1947-58), tras ganar en 1946 un concurso de pruebas para Director de Taller de Proyectos de Arquitectura (primer a tercer año), y en 1950 fue elegido Consejero por el Orden Docente. Se desempeñó además como Presidente de la Sociedad de Arquitectos del Uruguay (1961-63), Presidente de la Agrupación Universitaria del Uruguay (1967-68) y Director de la Dirección Nacional de Viviendas (1969-72).
Bajo su mandato como Director de la Dirección Nacional de Viviendas se propulsó la Ley Nacional de Vivienda.
Una excelente producción arquitectónica que recoge y reinterpreta la influencia moderna en sus diversas facetas.
El 27 de noviembre de 2005 el edificio Club San José fue reconocido por la Asociación de Arquitectos - Filial San José- como referente de la Arquitectura Nacional por sus valores espaciales.

## La casa Terra

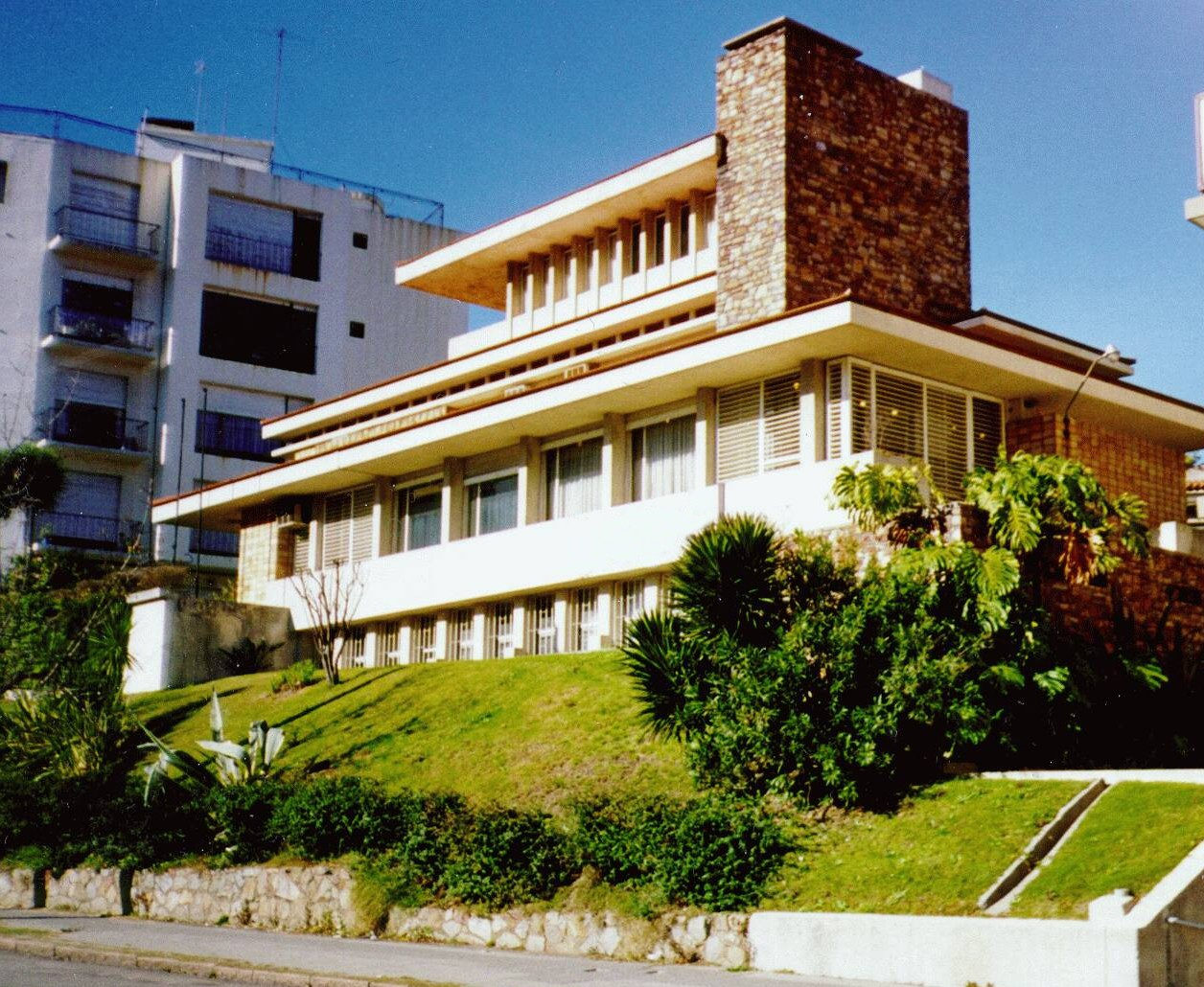
Casa Terra

El 11 de julio de 2012, la Junta Departamental de Montevideo y a la Intendencia de Montevideo declaran cómo obra de interés departamental a la vivienda Terra, atendiendo de esta forma a la inquietud manifestada por el Instituto de Historia de la Arquitectura frente al riesgo de demolición de la obra.
La casa Terra fue concebida como vivienda unifamiliar y consultorio médico del Dr. Omar Terra, y actualmente alberga oficinas. Ubicada en el Barrio Jardín, singular islote urbano situado frente al Parque Rodó, tiene acceso por la calle Javier de Viana y conforma el borde de este espacio sobre Bulevar España a través de su fachada trasera.
Es una obra destacable por su calidad edilicia y su notable inserción urbana, que permite articular dos situaciones diversas en ambiente y escala: el espacio calmo y estático del Barrio Jardín y el eje dinámico del bulevar España. A esto se agrega la significación de su autor en la historia de la arquitectura uruguaya, así como el valor representativo de la casa como expresión emblemática de una época. Es un notable ejemplo del impacto internacional que tuviera el arquitecto estadounidense Frank Lloyd Wright y su Arquitectura orgánica, una de las claras vertientes de la temprana Arquitectura moderna. Durante su estadía en Estados Unidos, Aroztegui tuvo oportunidad de conocer directamente las viviendas realizadas por Wright en Oak Park, Illinois, conocidas como casas de la pradera, así como la emblemática Casa Robie de 1909.
La casa construida por Aroztegui comparte ese imaginario doméstico suburbano: la comunión con el lugar mediante el uso de materiales que armonizan con el paisaje y la composición dominada por potentes planos horizontales, que emula la corteza terrestre y arraiga el edificio al sitio. Para ello se vale de los techados que se proyectan en extensos voladizos, lo que crea un juego entre los volúmenes llenos y los vacíos de las amplias terrazas que incorporan el entorno natural al microcosmos doméstico. Dicha estratificación se refuerza mediante los materiales de diferente textura, color y grado de artificialidad, como la piedra rústica, el revoque liso, la cerámica ocre, las celosías metálicas y la teja plana roja. A ello se suma la alternancia de bandas ciegas con las determinadas por la hilera de ventanas, esta última en contrapunto con la horizontalidad del conjunto. Revestido en piedra rústica, el prisma de la chimenea marca un gran énfasis vertical que se eleva robusto sobre el conjunto y lo divide en proporciones áureas, enhebrando los componentes horizontales para articular la composición como un conjunto equilibrado y fluido.

## Agencia 19 de junio

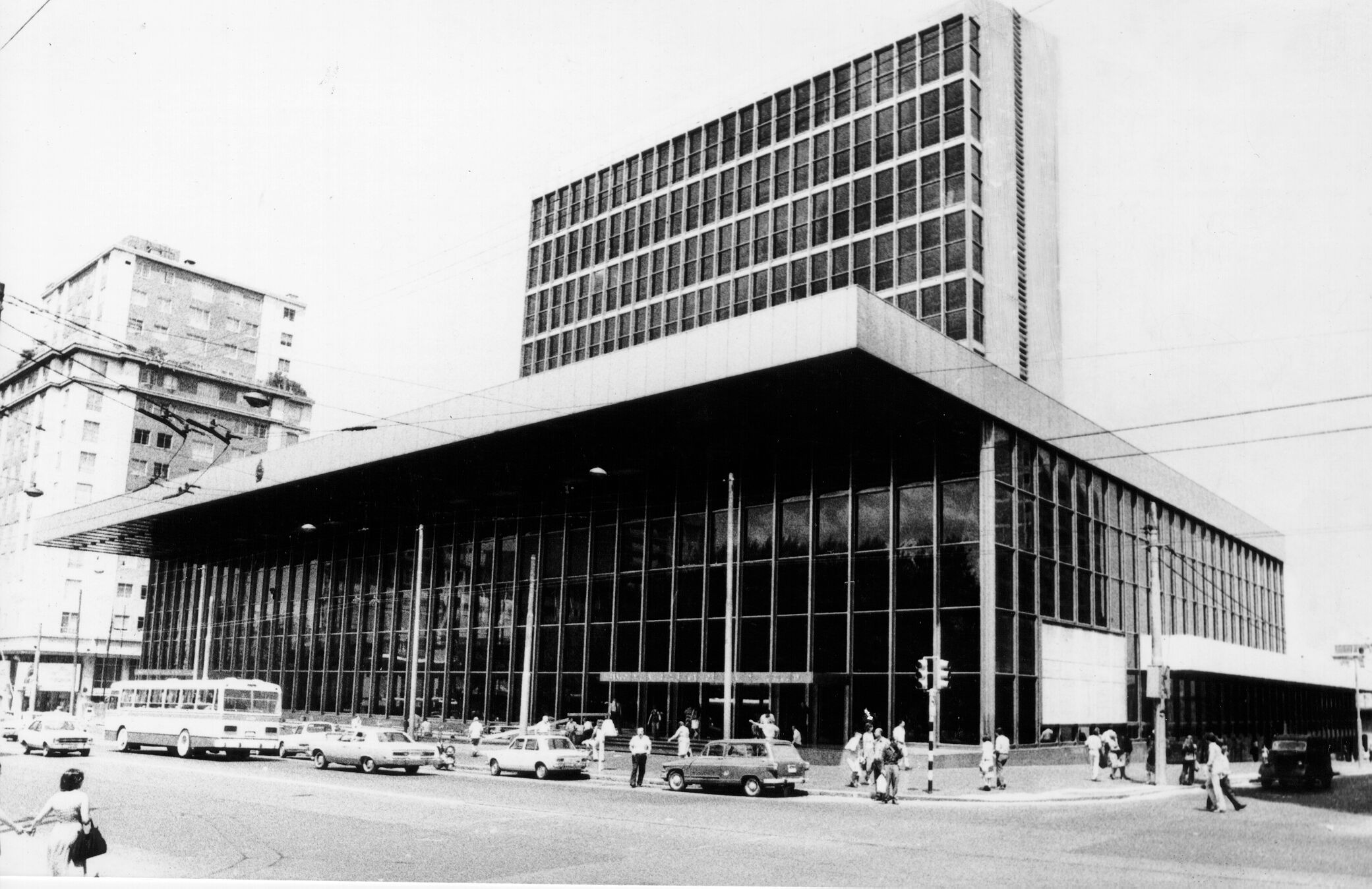
Agencia 19 de junio

Arquitecturas modernas de gran porte se hacen presentes en los concursos nacionales e internacionales, hacia fines de los años cuarenta. Edificios para instituciones o empresas del Estado apelan a construcciones de peso en el contexto urbano transgrediendo, por momentos, los límites escalares propios de la tradición local. Este es el caso de la llamada Agencia 19 de junio, del Banco de la República, ubicado sobre nuestra principal avenida, frente a la Plaza de los Treinta y Tres Orientales.

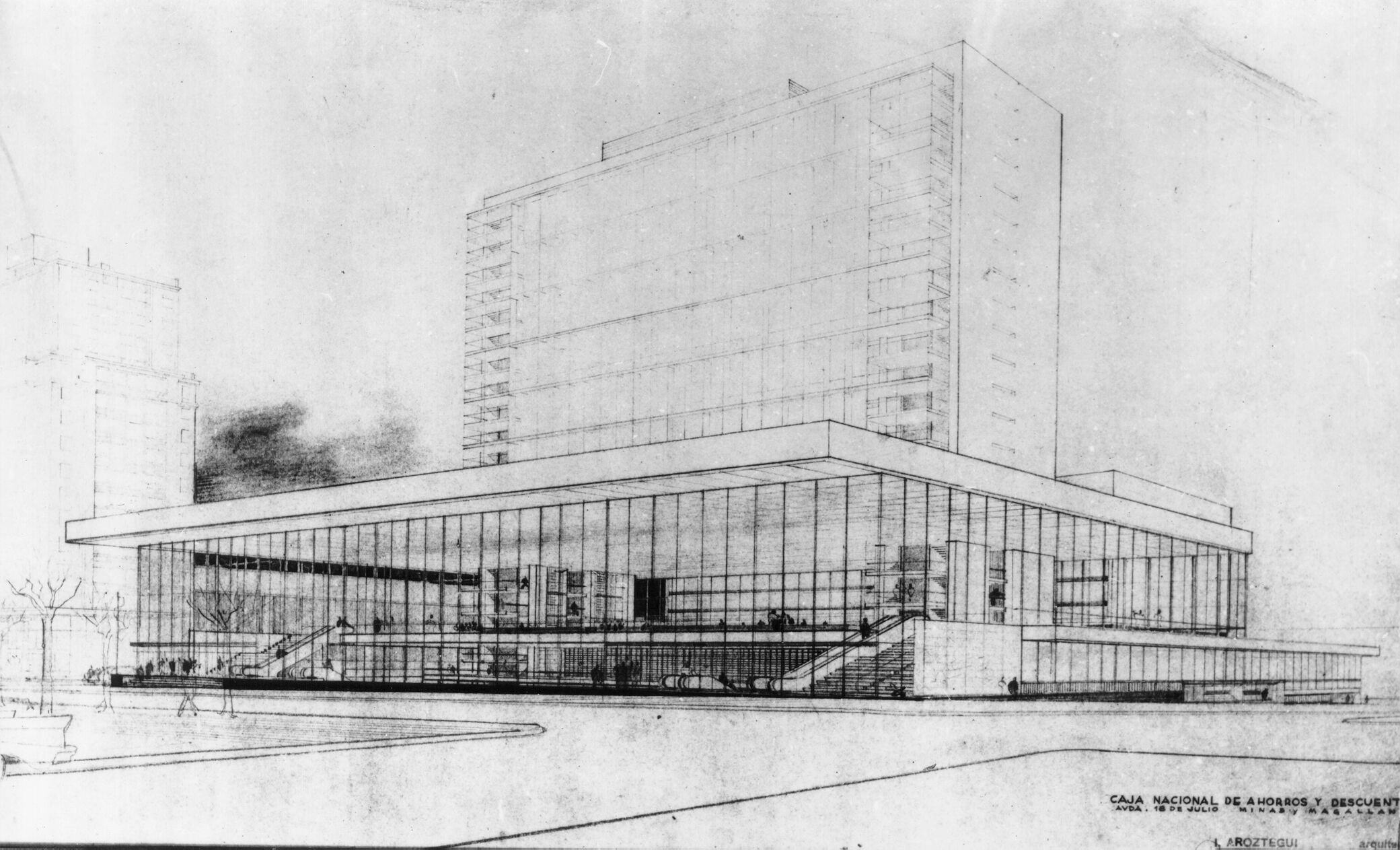
Dibujo técnico de la Agencia 19 de junio

Bajo una volumetría tradicional, que no elude la lógica tripartita de basamento, desarrollo y mínimo remate, Aroztegui apela a una poética moderna de anclaje tecnológico. Se trata de una edificio que apuesta al ascensor, a las escaleras mecánicas, a la iluminación especial –al menos, para 1950 la época en que fue concebido - y al aire acondicionado. La contraparte de esto se centra en la posibilidad de manejar grandes paños vidriados y lograr espacialidades diáfanas, únicas.
En su basamento está, precisamente, lo mejor del edificio. Es allí donde, la escala de su espacio interior –asociado mediante transparencias al gran ámbito urbano-, promueve una atractiva y particular sensación a quien ingresa: creer que la calle y la plaza se proyectan dentro, disolviendo los bordes entre arquitectura y ciudad. Se trata quizá, de vivir o experimentar esa idea de lo sublime a que refirieron pensadores como E. Burke o J. Addison, hace ya siglos, recepcionando simultáneamente el vértigo y cierta megalomanía, sin perder nunca la admiración.
W.R.A.

## Obras destacadas
- Vivienda y clínica del Dr. Omar Terra (Montevideo, 1949)
- Sede del Club Nacional de Football (Montevideo, 1950)[6]
- Agencia 19 de junio del Banco de la República Oriental del Uruguay (Montevideo, 1946-57)[7]
- Cine Melo (Melo, 1951)
- Vivienda Aroztegui (Montevideo, 1953)
- Comercio Merlinsky y Syrowicz (Montevideo, 1954)
- Club San José (San José de Mayo, 1956) Declarado Monumento Histórico Nacional en setiembre de 2015.
- Vivienda y estudio del escribano Orlando Abelar (Melo, 1960).